# Gontrude (reine)
Gontrude (en latin : Guntruda) est une reine consort des Lombards, épouse du roi Liutprand.
Elle est la fille de Théodebert, duc de Bavière qui avait été l'allié d'Ansprand, le père de Liutprand, et de Régintrude (en). Gontrude appartenait donc à la famille des Agilolfinges, étroitement liée à la famille ducale bavaroise et qui avait dominé la scène politique lombarde depuis la reine Théodelinde tout au long du VIIe siècle.
Le mariage entre Gontrude et Liutprand, qui se déroula vers 715, n'a produit aucun enfant mâle, mais une seule fille ; ni la reine ni sa fille seront mentionnées dans les actes promulgués par Liutprand, contrairement à ce qui arrivait couramment pour les autres souverains : c'est pourquoi on émet l'hypothèse d'une mort prématurée des deux. Liutprand ne se remariera jamais.

## Source primaire
- Paul Diacre, Histoire des Lombards, Livre VI.